# Pegasos (počítač)

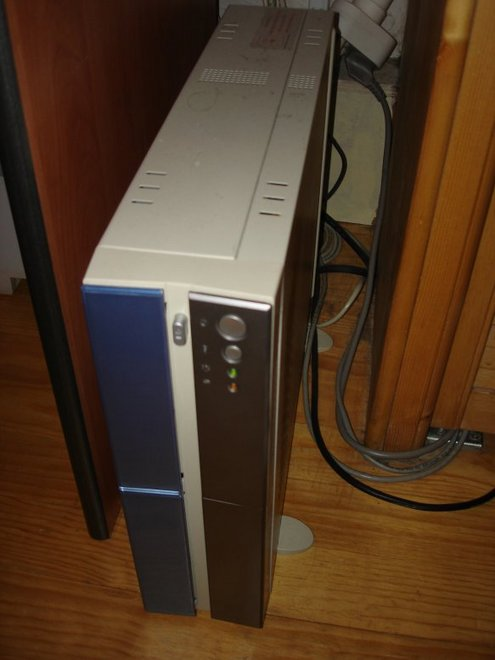
Genesi Open Desktop Workstation založený na architektuře Pegasos II

Pegasos je počítačová platforma záložená na architektuře RISC PowerPC. Byla vytvořená firmami DCE a Genesi v roce 2000. Původně vznikla jako moderní nástupce počítačů Amiga s operačním systémem MorphOS, je však schopná spustit řadu dalších operačních systémů jako např. Linux, BSD, QNX i Mac OS X.
Na přelomu roku 2003/2004 byla vydána Pegasos II platforma (viz specifikace) a na jejím vývoji dále spolupracují firmy Freescale Semiconductor (dceřiná firma Motoroly) a IBM.
V lednu 2006 se Pegasos PPC II design stává open source hardware, vše je k dispozici zcela zdarma, Pegasos hardware lze libovolně upravovat a o jeho výrobu se zajímá více firem. Firma Genesi pouze prodává (volitelně) svoji hardwarovou abstraktní vrstvu Pegasos HAL/OF, díky které lze na novém hardware spustit výše uvedené operační systémy.

## Specifikace Pegasos II
- microATX základní deska:
  - CPU slot pro PowerPC
  - AGP slot
  - 3x PCI
  - DDR RAM PC 2100 / DDR266
  - rozhraní pro připojení pevných disků
  - 2x USB
  - rozhraní FireWire
  - ethernetové rozhraní
  - PS2 port pro klávesnici a myš
  - sériový a paralelní port
  - zvuková karta s kodekem AC97 a optickým výstupem

- PowerPC procesor:
  - PowerPC G3 750cxe, 600 MHz
  - PowerPC G4 7447, 1000 MHz s technologií Altivec
  - PowerPC G4 7447A, 1400 MHz s technologií AltiVec – pro vývojářský program Free Developer Workstation

- Další hardware:
  - 512MB PC2100 DDR RAM
  - DVD±RW duallayer mechanika
  - 80GB ATA100 Hard Disk
  - Radeon 9250 AGP grafická karta s DVI, VGA a TV-Out
  - nízkoprofilový malý case – orientace tower nebo desktop

- Dodávané operační systémy:
  - MorphOS PPC mikrokernel – rychlý OS optimalizovaný pro PPC
  - Gentoo Linux plně nakonfigurovaný a nainstalovaný sw (OpenOffice.org, Firefox…)